# Stylidium leptorhizum
Stylidium leptorhizum este o specie de plante dicotiledonate din genul Stylidium, familia Stylidiaceae, ordinul Asterales, descrisă de Ferdinand von Mueller. Conține o singură subspecie: S. l. pilosum.